# Сточек Луковски
Сточек Луковски (пољ. Stoczek Łukowski) град је у Пољској у Војводству лублинском. По подацима из 2012. године број становника у месту је био 2727.

## Становништво
| 2012. |
| ----- |
| 2.727 |